# Kanton Châteauroux-Sud
Kanton Châteauroux-Sud (francouzsky Canton de Châteauroux-Sud) je francouzský kanton v departementu Indre v regionu Centre-Val de Loire. Tvoří ho pouze jižní část města Châteauroux.